# 职业棒球 家庭竞技场
《职业棒球 家庭竞技场》是一款由南梦宫制作和发行的棒球体育类游戏。本游戏于1986年12月10日在日本地区FC游戏机发行。于1988年以“RBI棒球”为题在北美地区FC游戏机发行。
Tengen的母公司南梦宫在日本FC游戏机发行了本游戏之后，于1987年以《Vs. RBI棒球》为名在任天堂對戰系統发行。在取得成功之后，游戏以RBI棒球在北美地区发行。
在本游戏中，各个球员具有不同的能力。击打者可能拥有具有变化、有力量的击球和跑步速度快的能力。